# エフゲニー・グリシン
エフゲニー・グリシン（Yevgeny Romanovich Grishin、ロシア語: Евгений Романович Гришин、1931年3月23日 - 2005年7月9日）は、ソビエト連邦トゥーラ州トゥーラ出身のスピードスケート選手で1950年代から1960年代に国際大会で活躍した。 

## プロフィール
1954年の世界オールラウンドスピードスケート選手権大会で銅メダルを獲得して頭角を現すと1956年世界選手権銅メダル、同年ヨーロッパ選手権で優勝、1956年コルチナ・ダンペッツオオリンピックでは500mと1500mの2冠に輝いた。
1960年スコーバレーオリンピックで再び500mと1500mの2冠、1964年インスブルックオリンピック500mで銀メダルを獲得した。

## 記録

### 世界記録
| 距離  | タイム   | 場所         | 日付          |
| ----- | -------- | ------------ | ------------- |
| 1500m | 2分09秒8 | メデオ       | 1955年1月10日 |
| 1000m | 1分22秒8 | メデオ       | 1955年1月12日 |
| 500m  | 40秒2    | ミズリーナ湖 | 1956年1月22日 |
| 500m  | 40秒2    | ミズリーナ湖 | 1956年1月28日 |
| 1500m | 2分08秒6 | ミズリーナ湖 | 1956年1月30日 |
| 500m  | 39秒6    | メデオ       | 1963年1月27日 |
| 500m  | 39秒5    | メデオ       | 1963年1月28日 |